# 王顺兴信局旧址
王顺兴信局旧址，位于中国福建省泉州市鲤城区浮桥街道王宫社区，旧址有王宫街的书房、奇园和船楼。清光绪二十四年（1898年），王世碑在马尼拉及老家王宫村开设“王顺兴信局”，专营信款及汇兑业务。是泉州人在海外开设最早的侨批局。2009年11月16日公布为第七批福建省文物保护单位。